# Watzdorfer Traditions- & Spezialitätenbrauerei
Die Watzdorfer Traditions- & Spezialitätenbrauerei GmbH ist eine Bierbrauerei in Thüringen. Die Brauerei befindet sich in einem denkmalgeschützten Gebäudekomplex in Watzdorf, einem Ortsteil der thüringischen Stadt Bad Blankenburg.

## Geschichte

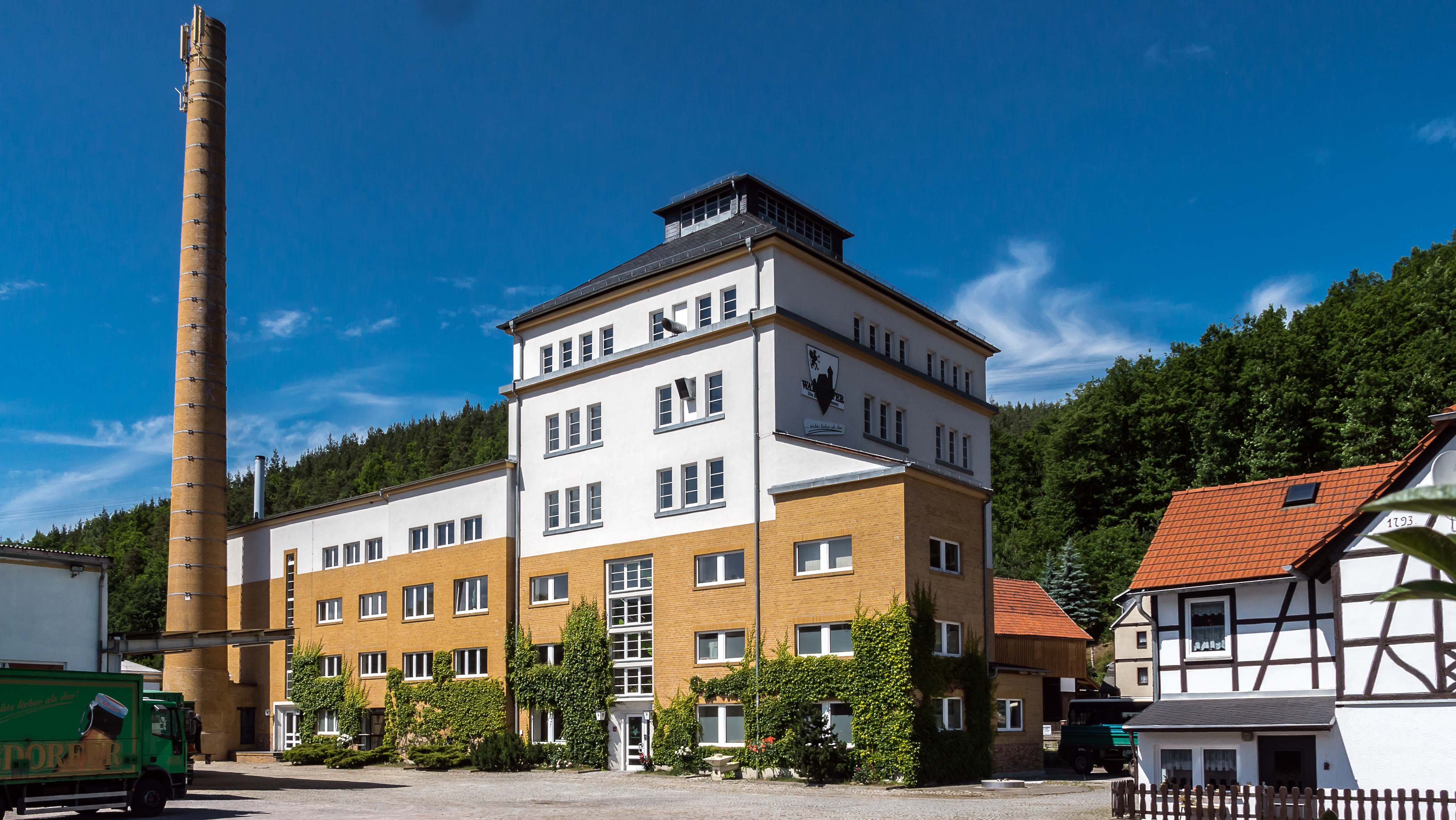
Brauerei mit Sudhaus und Maschinenhalle

Urkundlich gesichert ist, dass bereits im Jahr 1411 die Familie von Watzdorf über das Braurecht verfügte. In den folgenden Jahrhunderten gab es in der Region zahlreiche kleine Braustätten, deren kaum haltbares Schankbier sich jedoch nicht zum Verkauf eignete. Erst 1893 wurde die „Watzdorfer Exportbrauerei Funke & Hennrich“ gegründet, deren Produkte haltbar und damit zum Verkauf geeignet waren. Das Unternehmen wurde ab 1913 von der Produktionsgesellschaft Thüringen GmbH Rudolstadt übernommen und als Brauerei Watzdorf G.m.b.H. weitergeführt. Erster Geschäftsführer war der Politiker Emil Hartmann. Bis zur Machtergreifung durch die Nationalsozialisten entwickelte sich der Bierausstoß auf knapp 25.000 Hektoliter. Die konsumgenossenschaftlich organisierte Brauerei wurde während der Zeit des Nationalsozialismus zunächst unter behördliche Aufsicht gestellt und 1942 in die Gemeinschaftswerk der deutschen Arbeitsfront G.m.b.H. integriert. Kurz nach dem Ende des Zweiten Weltkriegs wurde die Brauerei als Konsumbrauerei Watzdorf neu gegründet und erreichte in den 1970er Jahren einen Bierausstoß von mehr als 100.000 Hektolitern. Zur politischen Wende in der DDR 1989 beschäftigte die Brauerei 149 Mitarbeiter und verzeichnete einen Ausstoß einschließlich Limonadenabfüllung von rund 185.000 Hektolitern. Nach der politischen Wende scheiterten zunächst zwei Privatisierungsversuche, bevor 1998 durch ehemalige Mitarbeiter eine Neugründung der Brauerei gelang.

## Angebot
Die Brauerei bietet aktuell Biere nach Pilsener Brauart, Helles, Schwarzbier, Bockbier sowie Weizenbier an, charakteristisch ist die Abfüllung in Steinies mit Aufreißverschluss. Zur Brauerei gehören ein Ladengeschäft und ein Brauereimuseum, es werden Führungen und Verkostungen angeboten.